# Joanne Clifton
Joanne Kirsty Clifton (Waltham, North East Lincolnshire, 26 de octubre de 1983) es una bailarina de salón, coreógrafa, cantante, actriz y presentadora británica. Ganó el World Ballroom Showdance Championship en 2013 y ganó el European Professional Ballroom Championship y los World Dancesport Games. Es más conocida por haber sido bailarina profesional en la serie de televisión de la BBC, Strictly Come Dancing desde 2014, ganando el Especial de Navidad en 2015 con Harry Judd y la Serie 14 en 2016 con Ore Oduba. También apareció como experta presentadora en Strictly Come Dancing: It Takes Two en 2015.
Clifton también es actriz y cantante, y interpretó el papel principal de Millie Dillmount en la gira por el Reino Unido de Thoroughly Modern Millie en 2017. Actualmente desempeña el papel principal de Janet Weiss en la gira por el Reino Unido de The Rocky Horror Show.

## Carrera

### Carrera temprana
Clifton comenzó a bailar bailes de salón y latinos cuando era niña en su aldea natal de Waltham, enseñada por sus padres, los exganadores Keith y Judy Clifton. Compitió a nivel nacional e internacional cuando era una niña, junto con su hermano Kevin. Más tarde, optó por especializarse en los bailes de salón para no competir directamente contra su hermano. Ha competido tanto en baile de salón como en latinos desde la edad de 4 años. Ha sido campeona británica cinco veces y campeona italiana tres veces, fue campeona profesional de Europa en bailes de salón en 2012 y campeona profesional de los Juegos Mundiales de Dancesport en 2013.
En 2000, Clifton se mudó a Bolonia, Italia, para entrenar con el Team Diablo, la escuela de danza más grande de Europa. Al principio se asoció con Marco Cavallaro, alcanzando el sexto lugar en el mundo en las clasificaciones de aficionados con él. Se trasladó a la competencia profesional cuando fue elegida para asociarse con Paolo Bosco en 2011. En 2013, estaban entre otras diez parejas de bailarines profesionales que fueron invitadas a actuar en el Kremlin. Ella y su pareja se convirtieron en campeonas de los World Dancesport Games en Taiwán en 2013 y ganaron el Campeonato Mundial de Showdance de Salón Profesional en Merano, Italia, más tarde ese año. Clifton bailó con Bosco de manera competitiva hasta su jubilación el 15 de diciembre de 2013. Se retiró de la danza competitiva el 19 de diciembre de 2013.

### Strictly Come Dancing
En 2014, Clifton fue confirmada como bailarina profesional en Strictly Come Dancing, siendo emparejada con el DJ Scott Mills en la serie 12; ellos llegaron a la sexta semana y quedaron en el undécimo puesto. Clifton siguió siendo parte de la línea profesional para la siguiente serie, pero no se le dio una pareja celebridad para el show principal. Sin embargo, compitió en el especial de Children in Need de 2015 con el actor Stephen McGann y ganó el Especial de Navidad junto al ganador de la serie 9, Harry Judd. Ella regresó para la serie 14, donde fue emparejada con el presentador de televisión Ore Oduba; ellos llegaron hasta la final y lograron convertirse en los ganadores de la serie.
Se anunció el 21 de junio de 2017 que Clifton abandonaría Strictly Come Dancing después de tres años, debido a que quería progresar en su carrera de teatro musical.
| Serie | Pareja      | Puesto | Promedio |
| ----- | ----------- | ------ | -------- |
| 12    | Scott Mills | 11.º   | 18.16    |
| 14    | Ore Oduba   | 1.º    | 35.69    |

- Serie 12 con Scott Mills

| Semana                                           | Baile / Canción                                | Puntajes de los jueces | Puntajes de los jueces | Puntajes de los jueces | Puntajes de los jueces | Resultado       |
| Semana                                           | Baile / Canción                                | C.R.                   | D.B.                   | L.G.                   | B.T.                   | Resultado       |
| ------------------------------------------------ | ---------------------------------------------- | ---------------------- | ---------------------- | ---------------------- | ---------------------- | --------------- |
| 1                                                | Chachachá / «Rock DJ»                          | 2                      | 4                      | 5                      | 5                      | Sin eliminación |
| 2                                                | Tango / «Stop»                                 | 4                      | 5                      | 6                      | 5                      | Salvados        |
| 3                                                | Samba / «Under the Sea»                        | 2                      | 5/71                   | 5                      | 6                      | Salvados        |
| 4                                                | American smooth / «Total Eclipse of the Heart» | 2                      | 5                      | 4                      | 4                      | Salvados        |
| 5                                                | Charlestón / «Flash, Bang Wallop»              | 4                      | 5                      | 5                      | 5                      | Salvados        |
| 6                                                | Foxtrot / «The Addams Family Theme»            | 3                      | 6                      | 6                      | 6                      | Eliminados      |
| 1Puntaje dado por el juez invitado Donny Osmond. |                                                |                        |                        |                        |                        |                 |

- Serie 14 con Ore Oduba

| Semana         | Baile / Canción                                  | Puntajes de los jueces  | Puntajes de los jueces  | Puntajes de los jueces  | Puntajes de los jueces  | Resultado       |
| Semana         | Baile / Canción                                  | C.R.                    | D.B.                    | L.G.                    | B.T.                    | Resultado       |
| -------------- | ------------------------------------------------ | ----------------------- | ----------------------- | ----------------------- | ----------------------- | --------------- |
| 1              | Tango / «Geronimo»                               | 7                       | 7                       | 6                       | 7                       | Sin eliminación |
| 2              | Chachachá / «Hot Stuff»                          | 6                       | 7                       | 7                       | 7                       | Salvados        |
| 3              | American smooth / «Singin' in the Rain»          | 8                       | 9                       | 9                       | 9                       | Salvados        |
| 4              | Jive / «Runaway Baby»                            | 9                       | 10                      | 10                      | 10                      | Salvados        |
| 5              | Vals / «I Will Always Love You»                  | 9                       | 9                       | 9                       | 9                       | Salvados        |
| 6              | Charlestón / «I Want Candy»                      | 6                       | 8                       | 9                       | 9                       | Salvados        |
| 7              | Salsa / «Turn the Beat Around»                   | 8                       | 8                       | 9                       | 9                       | Dos últimos     |
| 8              | Rumba / «Ordinary People»                        | 8                       | 9                       | 9                       | 9                       | Salvados        |
| 9              | Vals vienés / «That's Life»                      | 8                       | 10                      | 10                      | 10                      | Salvados        |
| 10             | Pasodoble / «Everybody Wants to Rule the World»  | 8                       | 9                       | 9                       | 10                      | Salvados        |
| 10             | Cha-cha-challenge / «I Like It Like That»        | Ganaron 4 puntos extras | Ganaron 4 puntos extras | Ganaron 4 puntos extras | Ganaron 4 puntos extras | Salvados        |
| 11             | Foxtrot / «Pure Imagination»                     | 9                       | 9                       | 9                       | 9                       | Dos últimos     |
| 12 (Semifinal) | Quickstep / «Are You Gonna Be My Girl»           | 8                       | 10                      | 10                      | 10                      | Salvados        |
| 12 (Semifinal) | Tango argentino / «Can't Get You Out of My Head» | 9                       | 10                      | 10                      | 10                      | Salvados        |
| 13 (Final)     | American smooth / « Singin' in the Rain»         | 9                       | 10                      | 10                      | 10                      | Ganadores       |
| 13 (Final)     | Showdance / «I Got Rhythm»                       | 10                      | 10                      | 10                      | 10                      | Ganadores       |
| 13 (Final)     | Jive / «Runaway Baby»                            | 10                      | 10                      | 10                      | 10                      | Ganadores       |

### Otros trabajos
De abril a mayo de 2014, se unió a su hermano como bailarina en la compañía de baile Burn the Floor, bailando en la gira del show por Australia y Japón. El 6 de noviembre, apareció en Innuendo Bingo de BBC Radio 1.
En 2015, Clifton apareció en su primera producción musical, Face the Music en Ye Olde Rose y Crown Theatre, interpretando a Street Walker, por la cual recibió una nominación de Offie por su papel. En 2016, apareció en Norma Jean The Musical, interpretando al personaje del título, Marilyn Monroe.
A principios de 2017, Clifton apareció como el papel principal de Millie Dillmount, en la Gira del Reino Unido de Thoroughly Modern Millie. Ella interpretará el papel principal de Alex Owens en la gira de Flashdance the Musical.
Entre diciembre de 2017 y enero de 2018, Clifton interpretó el papel de Dale Tremont en el musical Top Hat. La producción fue una versión marginal realizada en el Gatehouse London, con críticas muy favorables sobre el desempeño de Clifton.

## Vida personal
Clifton creció en el pequeño pueblo de North East Lincolnshire con su hermano mayor, Kevin Clifton, su madre, Judy Clifton y su padre Keith Clifton. Asistió al East Ravendale Primary School y al Caistor Grammar School.